# Герб Андріївки (Бердянський район)
Герб Андріївки - офіційний символ смт. Андріївка (Бердянський район).
В щиті, на червоному тлі, що виступає як символ героїзму наших земляків, їх хоробрості, мужності, безстрашності, в правому верхньому кутку зображено хату-мазанку, яка символізує помешкання перших поселенців.
Нижче зображено сніп зернових культур та соняшник, що свідчать про багатовікові хліборобські традиції. 
Сніп – символ природного багатства, родючості земель, працьовитості її мешканців.
В лівому верхньому кутку щита зображено підкови – символ щастя, добра, здоров’я і злагоди.  
Герб увінчує хлібне колосся, оповите державним прапором України, як свідчення того, що наша мала батьківщина є частиною великого українського народу.
Гілки вишні та квіти барвінку свідчать про багату природу краю, про щастя і злагоду. Це обереги нашого народу.
У голові щита – жовте сонце. Це символ життя і багатства. 
В основі вінка – відкрита книга – символ знань, життєвої мудрості, досвіду.
Девіз: “З любов’ю – для людей